# A letto con l'amico
A letto con l'amico (The Favor) è un film statunitense del 1994 diretto da Donald Petrie e interpretato da Harley Jane Kozak, Brad Pitt, Elizabeth McGovern e Bill Pullman.

## Trama
Kathy è sposata con Peter, ma si chiede spesso come sarebbe stata la sua vita se non avesse lasciato il suo fidanzato del liceo, Tom. Kathy non vuole mettere in pericolo il suo matrimonio e chiede alla sua migliore amica Emily di contattare il suo ex e, se riesce, di passare la notte con lui, per poi farsi raccontare tutto. Emily riesce nell'intento, ma quando torna da Kathy per fare il resoconto della serata, Kathy è gelosa e la loro amicizia ne risente, così come il suo matrimonio. Le cose si complicano quando Emily scopre di essere incinta e non sa se il bambino è di Tom o del suo fidanzato Elliot.